# Dominikia iranica
Espèce
Synonymes
- Glomus iranicum[1],[2]
- Rhizophagus iranicus [3],[1],[2]

Dominikia iranica est une espèce de champignons mycorhiziens de la famille des Glomeraceae.

## Synonymes
Dominikia iranica a pour synonymes : 
- Glomus iranicum Blaszk., Kovács & Balázs, 2010 (basionyme)[1],[2]
- Rhizophagus iranicus (Blaszk., Kovács & Balázs) C. Walker & A. Schüßler, 2010[1],[2]